# Thermiet

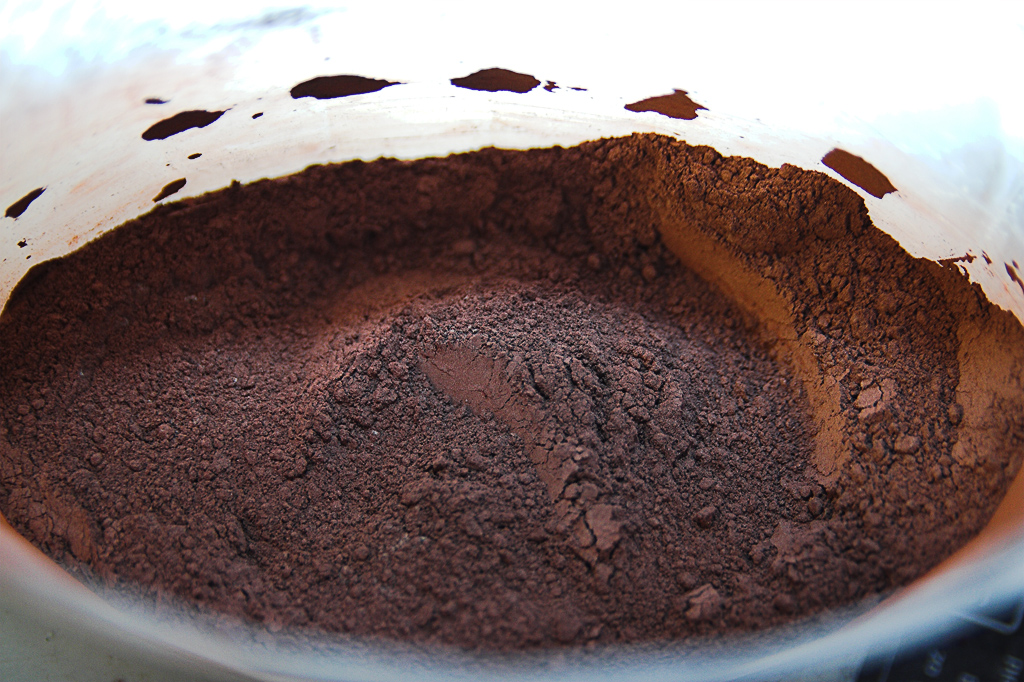
Thermiet

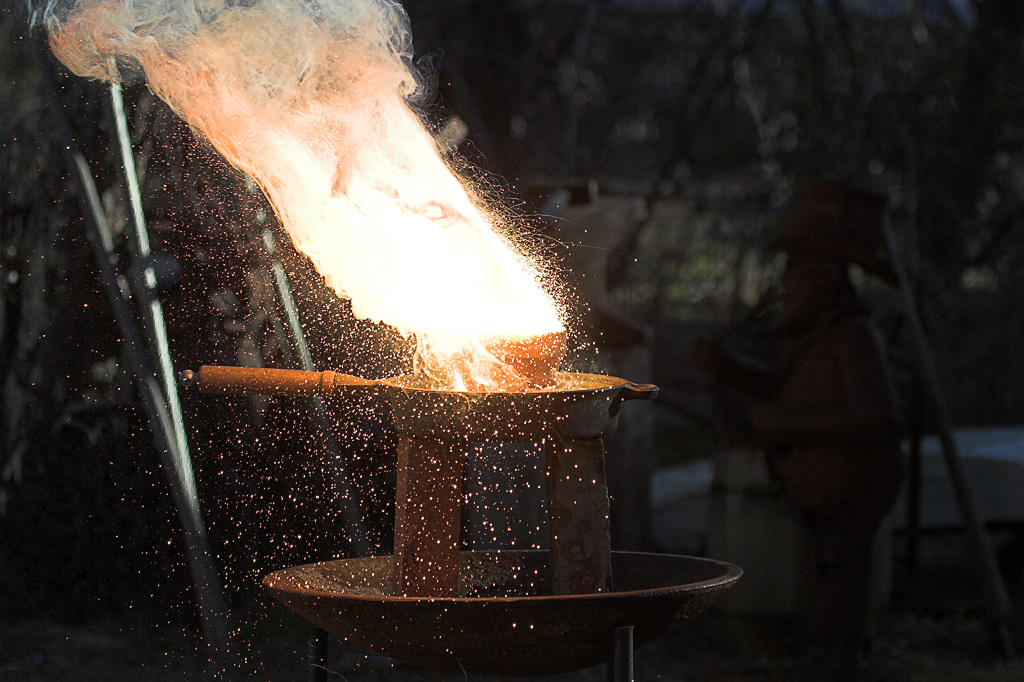
Thermiet

Thermiet is een metastabiele intermoleculaire composiet (MIC), meer bepaald een mengsel van een metaalpoeder en een fijn verdeeld metaaloxide, dat extreem heet kan branden. Om deze zogenoemde thermietreactie te laten optreden moet dit mengsel aan de voorwaarde voldoen dat het metaalpoeder minder edel is dan het metaal in het metaaloxide.
De redoxreactie die verloopt bij het aansteken van thermiet, is de overdracht van zuurstofatomen. Deze verhuizen van het metaaloxide naar het metaal. Hierbij komt zeer veel warmte vrij; temperaturen van boven de 3000 kelvin zijn niet ongewoon. Hierbij ontstaat het oxide van het metaal dat eerst ongebonden in het mengsel zat en het pure metaal in vloeibare vorm, afkomstig van het metaaloxide. De reactie verloopt meestal vlot maar doorgaans niet explosief.
Het bekendste en meest gebruikte thermietmengsel is een mengsel van aluminiumpoeder en ijzer(III)oxide, hetgeen zeer exotherm is (ΔH = −851,5 kJ/mol). Dit geeft de volgende reactie:
{\displaystyle {\ce {Fe2O3 + 2Al -> Al2O3 + 2Fe}}}
Bij exothermisch lassen wordt deze reactie gebruikt; het overgebleven gesmolten ijzer vormt een nieuwe lasverbinding.

## Geschiedenis
Het mengsel is in 1893 voor het eerst gemaakt door de scheikundige Hans Goldschmidt, die het in 1895 patenteerde. Hierom wordt deze reactie ook wel de "Goldschmidtreactie" of het "Goldschmidtproces" genoemd. Goldschmidt was vooral geïnteresseerd in produceren van zeer zuivere metalen door de toevoeging van koolstof tijdens het smeltproces te vermijden, maar hij zag al snel dat het proces ook voor lassen gebruikt kon worden.
Thermiet is voor het eerst commercieel gebruikt in Essen, in 1899, om tramrails te lassen. Evonik, eerder Degussa, een dochterbedrijf van Goldschmidts bedrijf, is nog steeds een van de grootste producenten van thermiet dat gebruikt wordt om te lassen.

## Gebruik
Thermiet wordt vooral gebruikt waar de enorme warmte nodig is, bijvoorbeeld in brandgranaten voor het vernietigen van informatie en technologie die in verkeerde handen dreigt te vallen, voor het lassen van spoorstaven tot voegloos spoor en het lassen onder water. Ook wordt thermiet gebruikt om metalen eenvoudig vrij te maken uit hun oxiden. Thermiet wordt niet gebruikt in een thermische lans, hierbij wordt gewoon ijzer gebruikt.
De ontsteking van het mengsel is niet zo eenvoudig. Er is zeer veel warmte nodig om de reactie te starten. Zelfs roodgloeiend thermiet zal niet ontbranden, het moet witgloeiend (ca. 2000-2500 K) zijn. Voor de ontsteking kan bijvoorbeeld een stukje brandend magnesiumlint worden gebruikt. Sommige thermietgebruikers geven de voorkeur aan het chemisch aansteken van thermiet. Dat gebeurt bijvoorbeeld door middel van een hoopje kaliumpermanganaat en enkele druppels glycerine.
Eenmaal aangestoken kan de reactie niet geblust worden - in deze reactie is er sprake van een overdracht van zuurstofatomen, dus er wordt geen zuurstof uit de lucht gebruikt. Met water blussen heeft vaak zelfs een averechts effect: door de hoge temperatuur dissocieert water in zuurstof en waterstof, waardoor de reactie alleen maar heviger wordt en er zelfs explosiegevaar ontstaat. Dit geldt alleen voor water in een vaste vorm (ijs). Thermietmengsels die op ijs liggen zijn daarom bijzonder gevaarlijk.
In het leger wordt ook gebruikgemaakt van een bepaald mengsel waarin thermiet zit. Het mengsel heet Thermate-TH3 en zit in de AN-M14-granaat. Dit bestaat uit 68,7% thermiet, 29,0% bariumnitraat, 2% zwavel en 0,3% bindmiddel.
| Type thermiet | Oxide              | Metaal    | Reactievergelijking                                     | Massaverhouding | Brandsnelheid | Lichtopbrengst |
| ------------- | ------------------ | --------- | ------------------------------------------------------- | --------------- | ------------- | -------------- |
| ijzer         | ijzer(III)oxide    | aluminium | {\displaystyle {\ce {Fe2O3 + 2 Al -> Al2O3 + 2 Fe}}}    | 3,00 : 1        | zeer snel     | hoog           |
| koper         | koper(II)oxide     | aluminium | {\displaystyle {\ce {3 CuO + 2 Al -> Al2O3 + 3 Cu}}}    | 4,42 : 1        | extreem snel  | hoog           |
| titanium      | titanium(IV)oxide  | aluminium | {\displaystyle {\ce {3 TiO2 + 4 Al -> 2 Al2O3 + 3 Ti}}} | 2,22 : 1        | zeer langzaam | zeer hoog      |
| antimoon      | antimoon(III)oxide | aluminium | {\displaystyle {\ce {Sb2O3 + 2 Al -> Al2O3 + 2 Sb}}}    | 5,40 : 1        | langzaam      | extreem hoog   |